# ونوس (فلوریدا)
ونوس، فلوریدا (به انگلیسی: Venus, Florida) یک شهرک در ایالات متحده آمریکا است که در شهرستان هایلندز، فلوریدا واقع شده‌است.